# Partido Aragonés
El Partido Aragonés (PAR) es un partido político español de ámbito aragonés fundado en enero de 1978 por Hipólito Gómez de las Roces, entre otros, a partir de la extinta Candidatura Aragonesa Independiente de Centro. Adoptando el nombre inicial de Partido Aragonés Regionalista y enmarcado en un principio bajo el ideario regionalista de centro aragonés, en 1990 introdujo en sus estatutos una vocación nacionalista, adoptando la denominación actual en la que se elimina el término regionalista de su nombre. No obstante, posteriormente eliminó nuevamente la referencia al nacionalismo, que no figura en sus estatutos. Su organización juvenil se llama Jóvenes Aragoneses-Rolde.

## Historia
Su fundación entre finales de 1977 y principios de 1978 se produjo a partir de la Candidatura Aragonesa Independiente de Centro (CAIC). Inicialmente, se denominó Partido Aragonés Regionalista, esto hasta 1990, cuando adoptó una formulación ideológica nacionalista y adoptó el nombre actual. En la actualidad se define como "un partido aragonesista y de centro"  y ha rechazado reivindicar un derecho de autodeterminación para Aragón. Su objetivo, según señalan sus estatutos, es "lograr cuantos fines promuevan y permitan la defensa y el enriquecimiento socioeconómico y cultural de Aragón".
A mediados de los años 1990 sufrió dos pequeñas escisiones que formaron dos partidos políticos nuevos, Unidad Aragonesa e Iniciativa Aragonesa, que no tuvieron éxito alguno.
Además de su presencia en el Congreso de los Diputados, ya en las primeras elecciones autonómicas de 1983 obtuvo trece escaños en las Cortes de Aragón. De 1987 a 1991, el PAR gobernó y presidió la Comunidad de Aragón con Hipólito Gómez de las Roces y desde 1991 a 1993 con Emilio Eiroa en coalición con el PP. En 1993, tras una moción de censura decidida por un tránsfuga del PP, y hasta las nuevas elecciones de 1995, pasó a la oposición frente a un gobierno del PSOE. De 1995 a 1999 retornó al gobierno aragonés en coalición con el Partido Popular, si bien bajo la presidencia de Santiago Lanzuela. En 1996 concurrió en listas electorales conjuntas con el PP a las elecciones generales.
En 1999 dio un giro a su ideario político, considerado de centro-izquierda, y abandonó el pacto con el PP para gobernar junto al PSOE aragonés hasta 2011.
Hasta mayo de 2011, Aragón estuvo gobernado mediante una coalición entre el PSOE y el PAR, que otorgó a este la vicepresidencia de la región y cuatro consejerías (Presidencia, Industria, Medio Ambiente y Política Territorial).
Institucionalmente, está presente en las Cortes de Aragón con tres diputados en la actualidad, el Senado, y cientos de entidades locales aragonesas, como comarcas y ayuntamientos.
En las elecciones generales ha concurrido tanto en solitario (1979, 1986, 1989, 1993, 2000, 2004 y 2008) como en coalición con AP (1982) o el PP (1996 y 2011). De una forma u otra (actualmente en la cuota de senadores en representación de la comunidad autónoma), el PAR ha tenido presencia casi permanente en el Congreso de los Diputados o en el Senado. También ha estado presente en el Parlamento Europeo.
Tras las elecciones autonómicas de 2011 apoyó la investidura como presidenta de Luisa Fernanda Rudi, candidata del PP.
El PAR respeta el marco constitucional español, si bien reclama el reconocimiento los derechos históricos y una autonomía plena (con un sistema de financiación suficiente) para Aragón.
Las cuestiones de política hidráulica han sido claves en la acción del PAR, a través de su rechazo al trasvase del Ebro incluido en sucesivos planes hidrológicos nacionales y su reivindicación de las obras de aprovechamiento del agua en Aragón.
Desde su fundación, el PAR ha promovido una reorganización administrativa, para descentralizar la gestión de la comunidad autónoma y transferir competencias a las comarcas, en una apuesta por la vertebración del territorio. El PAR niega la unidad lingüística del catalán y considera que en la Franja de Aragón se hablan modalidades del aragonés. Por este motivo, se opuso a la Ley de Lenguas autonómica aprobada en 2009.
Su organización juvenil se llama Rolde Choben.

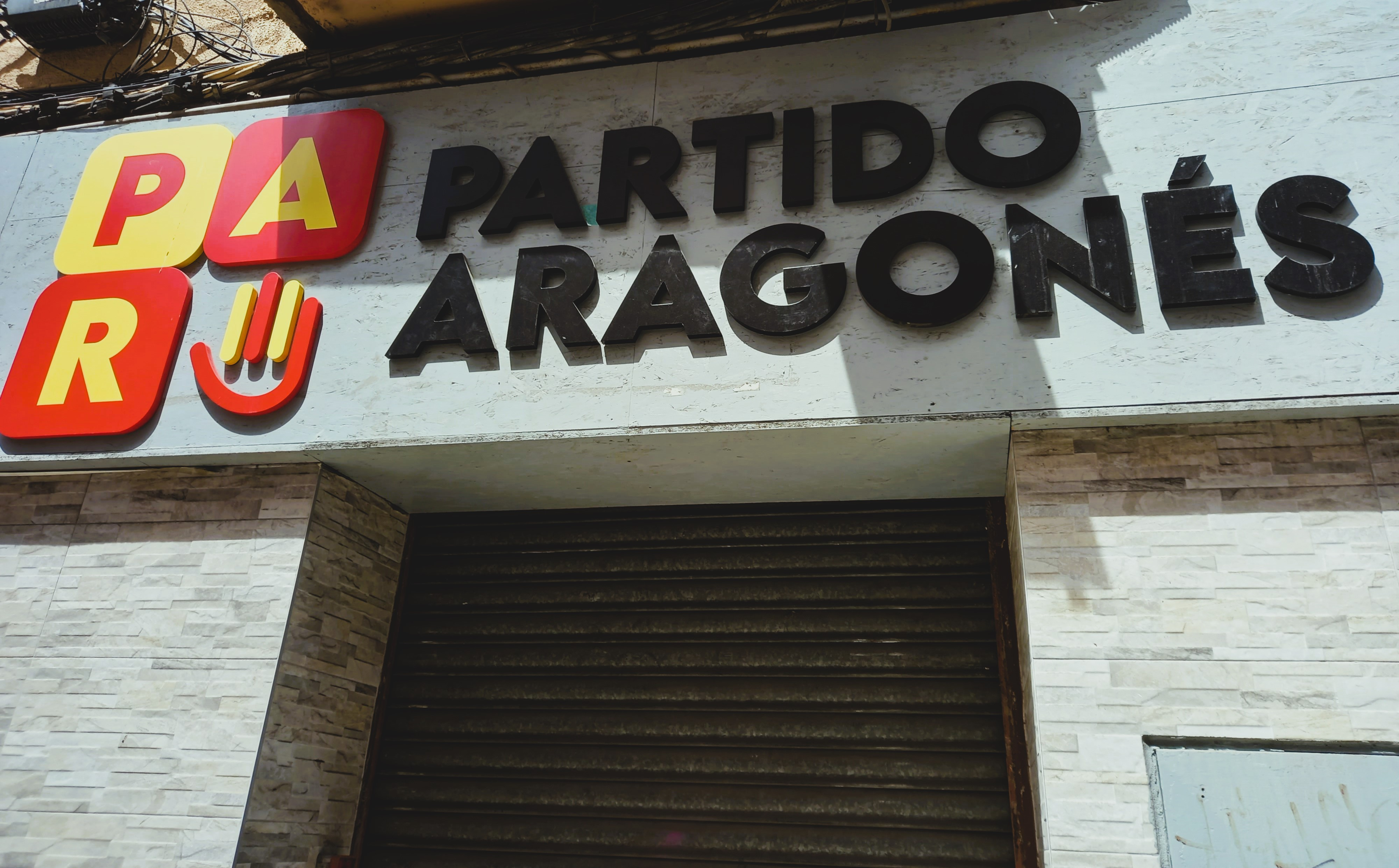
Sede provisional del Partido Aragonés (PAR) en Zaragoza.

Figuras relevantes del PAR han sido su primer presidente, Hipólito Gómez de las Roces, que presidió el Gobierno de Aragón entre 1987 y 1991; su secretario general en distintas épocas y presidente del Gobierno de Aragón de 1991 a 1993, Emilio Eiroa García; su presidente en diversos periodos, José María Mur Bernad; o entre otros, su anterior presidente (desde el 2000 hasta el año 2015) y exvicepresidente del Gobierno de Aragón, José Ángel Biel. En el congreso del partido de junio de 2015, fue elegido presidente del PAR Arturo Aliaga López.
De cara a las elecciones generales de 2011 se presentó en coalición con el Partido Popular tanto al Congreso como al Senado. Se acordó que el PAR presente en cada una de las tres provincias de Aragón a un candidato al Senado. Además el PAR incluirá a tres aragonesistas en cada una de las tres listas conjuntas al Congreso de los Diputados. El PAR se compromete a mostrar su apoyo a Mariano Rajoy en el debate de investidura, y a respaldar su acción de gobierno. Todos los electos de estas listas se integrarán en los grupos parlamentarios populares.
Para las elecciones de 2016 repitió la coalición con el Partido Popular tanto al Congreso como al Senado pero no así en las Elecciones Generales de 2019, optando por no concurrir y rechazando reeditar esa coalición con el PP.
En febrero de 2023 prosperó una moción de censura contra el presidente del partido, Arturo Aliaga, con lo que fue elegido Clemente Sánchez-Garnica como nuevo presidente del partido.

## Resultados electorales
En elecciones generales se presenta en coalición junto al Partido Popular de Aragón, en municipales y autonómicas se presenta en solitario.

### Elecciones generales
En las primeras elecciones de 1977 como partido precedente estaba la CAIC, a partir de la cual se creó al año siguiente el PAR. En las elecciones de 1982 el PAR se presentó en coalición con AP-PDP, y en 1996 y 2011 con el PP.
| Fecha     | Votos provincia Huesca                                                                                         | % | Dipu- tados | Votos provincia Teruel                                                                                         | % | Dipu- tados | Votos provincia Zaragoza                                                                                       | % | Dipu- tados | Votos total Aragón                                                                                             | % | Dipu- tados |
| --------- | --- | --- | --- | --- | --- | --- | --- | --- | --- | --- | --- | --- |
| 1979      | - | - | - | - | - | - | 38.042 | 8,96 | 1 | 38.092 (#4) | 6,07 | 1/14 |
| 1982      | Se presentó dentro de la agrupación de partidos Coalición Popular, obteniendo 2 diputados                      | Se presentó dentro de la agrupación de partidos Coalición Popular, obteniendo 2 diputados                      | Se presentó dentro de la agrupación de partidos Coalición Popular, obteniendo 2 diputados                      | Se presentó dentro de la agrupación de partidos Coalición Popular, obteniendo 2 diputados                      | Se presentó dentro de la agrupación de partidos Coalición Popular, obteniendo 2 diputados                      | Se presentó dentro de la agrupación de partidos Coalición Popular, obteniendo 2 diputados                      | Se presentó dentro de la agrupación de partidos Coalición Popular, obteniendo 2 diputados                      | Se presentó dentro de la agrupación de partidos Coalición Popular, obteniendo 2 diputados                      | Se presentó dentro de la agrupación de partidos Coalición Popular, obteniendo 2 diputados                      | Se presentó dentro de la agrupación de partidos Coalición Popular, obteniendo 2 diputados                      | Se presentó dentro de la agrupación de partidos Coalición Popular, obteniendo 2 diputados                      | Se presentó dentro de la agrupación de partidos Coalición Popular, obteniendo 2 diputados                      |
| 1986      | 11.786 | 9,76 | - | 8.405 | 9,65 | - | 52.813 | 11,61 | 1 | 73.004 (#4) | 11,02 | 1/14 |
| 1989      | 14.260 | 12,15 | - | 8.894 | 10,56 | - | 48.579 | 10,61 | 1 | 71.733 (#3) | 10,88 | 1/13 |
| 1993      | 23.784 | 17,84 | - | 12.070 | 13,40 | - | 108.690 | 20,23 | 1 | 144.544 (#3)                                                                                                   | 19,00 | 1/13 |
| 1996      | Presentó candidaturas en listas conjuntas con el Partido Popular, obteniendo 1 diputado y 3 senadores          | Presentó candidaturas en listas conjuntas con el Partido Popular, obteniendo 1 diputado y 3 senadores          | Presentó candidaturas en listas conjuntas con el Partido Popular, obteniendo 1 diputado y 3 senadores          | Presentó candidaturas en listas conjuntas con el Partido Popular, obteniendo 1 diputado y 3 senadores          | Presentó candidaturas en listas conjuntas con el Partido Popular, obteniendo 1 diputado y 3 senadores          | Presentó candidaturas en listas conjuntas con el Partido Popular, obteniendo 1 diputado y 3 senadores          | Presentó candidaturas en listas conjuntas con el Partido Popular, obteniendo 1 diputado y 3 senadores          | Presentó candidaturas en listas conjuntas con el Partido Popular, obteniendo 1 diputado y 3 senadores          | Presentó candidaturas en listas conjuntas con el Partido Popular, obteniendo 1 diputado y 3 senadores          | Presentó candidaturas en listas conjuntas con el Partido Popular, obteniendo 1 diputado y 3 senadores          | Presentó candidaturas en listas conjuntas con el Partido Popular, obteniendo 1 diputado y 3 senadores          | Presentó candidaturas en listas conjuntas con el Partido Popular, obteniendo 1 diputado y 3 senadores          |
| 2000      | 8.207 | 6,54 | - | 8.294 | 9,84 | - | 22.382 | 4,36 | - | 38.883 (#4) | 5,38 | - |
| 2004      | 6.782 | 5,04 | - | 7.000 | 7,96 | - | 22.758 | 4,08 | - | 36.540 (#4) | 4,68 | - |
| 2008      | 6.640 | 5,08 | - | 7.421 | 8,67 | - | 25.844 | 4,75 | - | 39.905 (#3) | 5,25 | - |
| 2011      | Presentó candidaturas en listas conjuntas con el Partido Popular, no obteniendo ningún diputado y 3 senadores. | Presentó candidaturas en listas conjuntas con el Partido Popular, no obteniendo ningún diputado y 3 senadores. | Presentó candidaturas en listas conjuntas con el Partido Popular, no obteniendo ningún diputado y 3 senadores. | Presentó candidaturas en listas conjuntas con el Partido Popular, no obteniendo ningún diputado y 3 senadores. | Presentó candidaturas en listas conjuntas con el Partido Popular, no obteniendo ningún diputado y 3 senadores. | Presentó candidaturas en listas conjuntas con el Partido Popular, no obteniendo ningún diputado y 3 senadores. | Presentó candidaturas en listas conjuntas con el Partido Popular, no obteniendo ningún diputado y 3 senadores. | Presentó candidaturas en listas conjuntas con el Partido Popular, no obteniendo ningún diputado y 3 senadores. | Presentó candidaturas en listas conjuntas con el Partido Popular, no obteniendo ningún diputado y 3 senadores. | Presentó candidaturas en listas conjuntas con el Partido Popular, no obteniendo ningún diputado y 3 senadores. | Presentó candidaturas en listas conjuntas con el Partido Popular, no obteniendo ningún diputado y 3 senadores. | Presentó candidaturas en listas conjuntas con el Partido Popular, no obteniendo ningún diputado y 3 senadores. |
| 2015      | Presentó candidaturas en listas conjuntas con el Partido Popular, obteniendo un diputado y 2 senadores.        | Presentó candidaturas en listas conjuntas con el Partido Popular, obteniendo un diputado y 2 senadores.        | Presentó candidaturas en listas conjuntas con el Partido Popular, obteniendo un diputado y 2 senadores.        | Presentó candidaturas en listas conjuntas con el Partido Popular, obteniendo un diputado y 2 senadores.        | Presentó candidaturas en listas conjuntas con el Partido Popular, obteniendo un diputado y 2 senadores.        | Presentó candidaturas en listas conjuntas con el Partido Popular, obteniendo un diputado y 2 senadores.        | Presentó candidaturas en listas conjuntas con el Partido Popular, obteniendo un diputado y 2 senadores.        | Presentó candidaturas en listas conjuntas con el Partido Popular, obteniendo un diputado y 2 senadores.        | Presentó candidaturas en listas conjuntas con el Partido Popular, obteniendo un diputado y 2 senadores.        | Presentó candidaturas en listas conjuntas con el Partido Popular, obteniendo un diputado y 2 senadores.        | Presentó candidaturas en listas conjuntas con el Partido Popular, obteniendo un diputado y 2 senadores.        | Presentó candidaturas en listas conjuntas con el Partido Popular, obteniendo un diputado y 2 senadores.        |
| 2016      | Presentó candidaturas en listas conjuntas con el Partido Popular                                               | Presentó candidaturas en listas conjuntas con el Partido Popular                                               | Presentó candidaturas en listas conjuntas con el Partido Popular                                               | Presentó candidaturas en listas conjuntas con el Partido Popular                                               | Presentó candidaturas en listas conjuntas con el Partido Popular                                               | Presentó candidaturas en listas conjuntas con el Partido Popular                                               | Presentó candidaturas en listas conjuntas con el Partido Popular                                               | Presentó candidaturas en listas conjuntas con el Partido Popular                                               | Presentó candidaturas en listas conjuntas con el Partido Popular                                               | Presentó candidaturas en listas conjuntas con el Partido Popular                                               | Presentó candidaturas en listas conjuntas con el Partido Popular                                               | Presentó candidaturas en listas conjuntas con el Partido Popular                                               |
| 2019 (I)  | No se presentó a estas elecciones                                                                              | No se presentó a estas elecciones                                                                              | No se presentó a estas elecciones                                                                              | No se presentó a estas elecciones                                                                              | No se presentó a estas elecciones                                                                              | No se presentó a estas elecciones                                                                              | No se presentó a estas elecciones                                                                              | No se presentó a estas elecciones                                                                              | No se presentó a estas elecciones                                                                              | No se presentó a estas elecciones                                                                              | No se presentó a estas elecciones                                                                              | No se presentó a estas elecciones                                                                              |
| 2019 (II) | No se presentó a estas elecciones                                                                              | No se presentó a estas elecciones                                                                              | No se presentó a estas elecciones                                                                              | No se presentó a estas elecciones                                                                              | No se presentó a estas elecciones                                                                              | No se presentó a estas elecciones                                                                              | No se presentó a estas elecciones                                                                              | No se presentó a estas elecciones                                                                              | No se presentó a estas elecciones                                                                              | No se presentó a estas elecciones                                                                              | No se presentó a estas elecciones                                                                              | No se presentó a estas elecciones                                                                              |
| 2023      | 717 | 0,6 | - | 711 | 0,94 | - | 2.745 | 0,53 | - | 4.173 (#6) | 0,58 | - |

### Elecciones autonómicas
| Fecha | Votos provincia Huesca | %     | Dipu- tados | Votos provincia Teruel | %     | Dipu- tados | Votos provincia Zaragoza | %     | Dipu- tados | Votos total Aragón | %     | Dipu- tados | +/- | Candi- dato                 | Posición                                      |
| ----- | ---------------------- | ----- | ----------- | ---------------------- | ----- | ----------- | ------------------------ | ----- | ----------- | ------------------ | ----- | ----------- | --- | --------------------------- | --------------------------------------------- |
| 1983  | 15 010                 | 13,00 | 2           | 18 530                 | 23,16 | 4           | 89 954                   | 22,05 | 7           | 123 494 (#3)       | 20,46 | 13/66       |     | Hipólito Gómez de las Roces | Oposición                                     |
| 1987  | 29 376                 | 25,29 | 5           | 14 973                 | 17,61 | 3           | 135 383                  | 30,93 | 11          | 179 732 (#2)       | 28,13 | 19/67       | 6   | Hipólito Gómez de las Roces | Gobierno de coalición con AP                  |
| 1991  | 29 318                 | 25,36 | 5           | 16 367                 | 19,70 | 3           | 105 692                  | 25,56 | 9           | 151 377 (#2)       | 24,73 | 17/67       | 2   | Hipólito Gómez de las Roces | Gobierno de coalición con PP (1991-1993)      |
| 1991  | 29 318                 | 25,36 | 5           | 16 367                 | 19,70 | 3           | 105 692                  | 25,56 | 9           | 151 377 (#2)       | 24,73 | 17/67       | 2   | Hipólito Gómez de las Roces | Oposición (1993-1995)                         |
| 1995  | 26 957                 | 21,52 | 4           | 15 818                 | 18,30 | 3           | 100 497                  | 20,58 | 7           | 143 272 (#3)       | 20,47 | 14/67       | 3   | Emilio Eiroa                | Gobierno de coalición con PP                  |
| 1999  | 19 131                 | 16,13 | 3           | 14 752                 | 17,87 | 3           | 52 363                   | 11,66 | 4           | 86 246 (#3)        | 13,26 | 10/67       | 4   | José María Mur              | Gobierno de coalición con PSOE                |
| 2003  | 15 497                 | 12,29 | 2           | 15 662                 | 18,21 | 3           | 48 511                   | 9,69  | 3           | 79 670 (#4)        | 11,18 | 8/67        | 2   | José Ángel Biel             | Gobierno de coalición con PSOE                |
| 2007  | 15 519                 | 12,82 | 2           | 16 016                 | 19,26 | 3           | 49 327                   | 10,66 | 4           | 80 862 (#3)        | 12,12 | 9/67        | 1   | José Ángel Biel             | Gobierno de coalición con PSOE                |
| 2011  | 14 583                 | 12,60 | 2           | 13 255                 | 17,01 | 3           | 34 310                   | 7,41  | 2           | 62 148 (#3)        | 9,47  | 7/67        | 2   | José Ángel Biel             | Gobierno coalición con PP                     |
| 2015  | 10 332                 | 9,37  | 2           | 10 261                 | 13,72 | 2           | 24 984                   | 5,25  | 2           | 45 577 (#5)        | 6,90  | 6/67        | 1   | Arturo Aliaga               | Oposición                                     |
| 2019  | 8912                   | 7,9   | 1           | 7337                   | 10,34 | 1           | 17 248                   | 3,61  | 1           | 33 497 (#7)        | 5,06  | 3/67        | 3   | Arturo Aliaga               | Gobierno de coalición con PSOE, Podemos y CHA |
| 2023  | 3696                   | 3,29  | 0           | 4846                   | 6,54  | 1           | 5446                     | 1,12  | 0           | 13 988 (#8)        | 2,08  | 1/67        | 2   | Alberto Izquierdo           | Apoyo externo                                 |

### Elecciones municipales
| Fecha | Votos provincia Huesca | %     | Conce- jales | Votos provincia Teruel | %     | Conce- jales | Votos provincia Zaragoza | %     | Conce- jales | Votos total Aragón | %     | Conce- jales |
| ----- | ---------------------- | ----- | ------------ | ---------------------- | ----- | ------------ | ------------------------ | ----- | ------------ | ------------------ | ----- | ------------ |
| 1979  |                        |       |              |                        |       |              |                          |       |              |                    |       |              |
| 1983  |                        |       |              |                        |       |              |                          |       |              |                    |       |              |
| 1987  | 19.203                 | 16,82 | 174          | 8.257                  | 10,21 | 201          | 101.910                  | 23,12 | 521          | 129.370            | 20,35 | 896          |
| 1991  | 24.708                 | 21,35 | 276          | 15.989                 | 19,34 | 312          | 87.328                   | 21,09 | 527          | 128.025            | 20,90 | 1.115        |
| 1995  | 25.322                 | 20,17 | 253          | 16.956                 | 19,62 | 334          | 74.169                   | 15,17 | 463          | 116.447            | 16,61 | 1.050        |
| 1999  | 18.601                 | 15,51 | 225          | 18.129                 | 21,76 | 332          | 50.763                   | 11,24 | 368          | 87.493             | 13,36 | 925          |
| 2003  | 18.137                 | 14,28 | 226          | 17.742                 | 20,48 | 333          | 49.978                   | 9,99  | 348          | 85.857             | 12,03 | 907          |
| 2007  | 18.445                 | 15,06 | 240          | 18.570                 | 22,02 | 326          | 57.072                   | 12,24 | 416          | 94.087             | 13,98 | 982          |
| 2011  | 19.316                 | 15,91 | 260          | 16.057                 | 19,74 | 310          | 42.169                   | 8,76  | 422          | 77.542             | 11,33 | 992          |
| 2015  | 15.419                 | 13,40 | 226          | 14.778                 | 19,62 | 352          | 29.252                   | 6,11  | 338          | 59.449             | 8,88  | 916          |
| 2019  | 10.602                 | 9,29  | 162          | 11.127                 | 14,88 | 266          | 11.968                   | 2,47  | 230          | 33.697             | 5,01  | 658          |
| 2023  | 6.093                  | 5,38  | 71           | 7.635                  | 10,24 | 216          | 6.404                    | 1,32  | 47           | 20.132             | 2,99  | 334          |

### Elecciones al Parlamento europeo
| Fecha  | Votos provincia Huesca                                           | %                                                                | Votos provincia Teruel                                           | %                                                                | Votos provincia Zaragoza                                         | %                                                                | Votos total Aragón                                               | %                                                                |
| ------ | ---------------------------------------------------------------- | ---------------------------------------------------------------- | ---------------------------------------------------------------- | ---------------------------------------------------------------- | ---------------------------------------------------------------- | ---------------------------------------------------------------- | ---------------------------------------------------------------- | ---------------------------------------------------------------- |
| 1987   | 15.890                                                           | 13,68                                                            | 9.790                                                            | 11,57                                                            | 65.431                                                           | 14,94                                                            | 91.111                                                           | 14,26                                                            |
| 1989   | Presentó candidaturas en listas conjuntas con el Partido Popular | Presentó candidaturas en listas conjuntas con el Partido Popular | Presentó candidaturas en listas conjuntas con el Partido Popular | Presentó candidaturas en listas conjuntas con el Partido Popular | Presentó candidaturas en listas conjuntas con el Partido Popular | Presentó candidaturas en listas conjuntas con el Partido Popular | Presentó candidaturas en listas conjuntas con el Partido Popular | Presentó candidaturas en listas conjuntas con el Partido Popular |
| 1994 a | 8.464                                                            | 8,42                                                             | 5.276                                                            | 7,50                                                             | 30.392                                                           | 7,54                                                             | 44.132                                                           | 7,69                                                             |
| 1999 b | 12.150                                                           | 10,22                                                            | 10.540                                                           | 12,78                                                            | 37.496                                                           | 8,37                                                             | 60.186                                                           | 9,27                                                             |
| 2004c  | 2.274                                                            | 2,66                                                             | 2.871                                                            | 4,85                                                             | 9.012                                                            | 2,68                                                             | 14.157                                                           | 2,94                                                             |
| 2009   | No se presentó a estas elecciones                                | No se presentó a estas elecciones                                | No se presentó a estas elecciones                                | No se presentó a estas elecciones                                | No se presentó a estas elecciones                                | No se presentó a estas elecciones                                | No se presentó a estas elecciones                                | No se presentó a estas elecciones                                |
| 2014   | No se presentó a estas elecciones                                | No se presentó a estas elecciones                                | No se presentó a estas elecciones                                | No se presentó a estas elecciones                                | No se presentó a estas elecciones                                | No se presentó a estas elecciones                                | No se presentó a estas elecciones                                | No se presentó a estas elecciones                                |
| 2019   | No se presentó a estas elecciones                                | No se presentó a estas elecciones                                | No se presentó a estas elecciones                                | No se presentó a estas elecciones                                | No se presentó a estas elecciones                                | No se presentó a estas elecciones                                | No se presentó a estas elecciones                                | No se presentó a estas elecciones                                |

a Dentro de Coalición Nacionalista.

b Dentro de Coalición Europea.

c Dentro de Coalición Europea.